# 大阪ガスマーケティング
大阪ガスマーケティング株式会社（おおさかガスマーケティング）は、大阪市中央区に本社を置く企業。大阪ガスの100%子会社であり、同社の「基盤会社」の1つである。

## 概要
大阪ガスグループにおいて、家庭用の顧客に対するエネルギー関連サービスの営業・提供を実施している。なお、業務用・産業用はDaigasエナジー株式会社が担当している。
事業内容は、家庭用の顧客に対する、ガス及び電気の販売やガス機器の販売、メンテナンス等を受託、住宅設備機器の販売やリフォーム事業等である。
- 都市ガス販売、電力小売
- ガス機器販売・保守
- 駆けつけ・防災防犯サービス「住ミカタ・サービス」
- インターネット固定通信事業「さすガねっと」
- 暮らしのデジタルプラットフォーム事業「スマイLINK」

## 沿革
- 2019年（令和元年）10月1日 - 会社設立。
- 2020年（令和2年）4月1日 - 事業開始。大阪ガス住宅設備の機器販売事業およびリフォーム事業を吸収分割[5]。